# Angélica Negrón
Angélica Negrón (* 1981 San Juan, Portoriko) je americká skladatelka a multiinstrumentalistka. Píše hudbu pro akordeon, robotické nástroje, hračky a elektroniku, stejně jako pro komorní soubory, orchestry, sbory a rovněž filmovou hudbu. Skladby u ní objednaly například soubory Bang on a Can All-Stars, Kronos Quartet, loadbang, MATA Festival, Brooklyn Youth Chorus, Sō Percussion, American Composers Orchestra a New York Botanical Garden. Ve spolupráci s filmařkou Cecilií Aldarondo složila řadu filmových partitur, včetně hudby pro filmy Landfall (2020) a Memories of a Penitent Heart (2016). V roce 2022 získala cenu Hermitage Greenfield Prize.

## Diskografie
- 2022 The Blue Hour, kolektivní dílo skladatelek Rachel Grimes, Angélica Negrón, Shara Nova, Caroline Shaw a Sarah Kirkland Snider na verše Carolyn Forché On Earth, vydavatelství Nonesuch Records[3]